# Piccadilly Arcade
Piccadilly Arcade er en arkade, der går mellem Piccadilly og Jermyn Street i det centrale London. Arkaden blev åbnet i 1909 og er designet af Thrale Jell. Den er fredet.
Blandt arkadens butikker er skrædderforretningen Benson & Clegg, der flyttede dertil i 1976 fra Jermyn Street.